# Jukude
El jukude [ʑukude] o macu (a vegades també máku) és una llengua no classificada parlada al llarg de la frontera entre el Brasil i Veneçuela al llarg del riu Uraricoera.
El jukude no ha de ser confós amb les llengües makú, que no semblen estretament emparentades amb el jukude-maku. De fet els termes "maku/makú" són formes procedents del arawak per a referir-se a pobles les llengües dels quals són inintel·ligibles.

## Història
Si bé l'últim emplaçament conegut dels jukude-itse és al llarg del riu Uraricoera, el seu hàbitat anterior estava entre els rius riu Padamo i Cunucunuma.
Existeixen xifres discordants sobre el nombre de parlants, alguns autors consideren que la llengua es va extingir en els anys 1970. En 1986, es van registrar 2 parlants, encara que Kaufman (1994) sostienía que hi hauria uns 10 parlants dins d'un grup ètnic format per 100 persones. El darrer parlant, Sinfrônio, va morir el 2000. Actualment no hi ha parlants ni recordadors de máku i ja ningú no s'identifica com s jukude. Aryon Rodrigues i Ernesto Migliazza, així com Iraguacema Lima Maciel, van treballar en la llengua, i les dades van ser recollides en una gramàtica per Chris Rogers publicada el 2020.

## Descripció lingüístic

### Fonologia
Jukude té sis vocals orals, /i i ɨ o e a/, i quatre vocals nasals, /ĩ ũ ẽ ã/. La quantitat vocàlica és contrastiva i només en síl·labes de tipus CV en paraules polisíl·labes. La síl·laba més complexa que pot aparèixer en la llengua és CCVC. No existeix to ni accent contrastiu.
Les oclusives de la llengua són /p b t d k ʔ/, existeix una africada /ʦ/, i quatre fricatives /s ʃ x h/, dos nasals /m n/, i una lateral "r" (potser /ɺ/), i dues aproximantes /w j/.
L'inventari consonàntic està format per les següents consonants::36
|                 | Bilabial | Alveolar | Palatal | Velar | Glotal |
| --------------- | -------- | -------- | ------- | ----- | ------ |
| oclusiva simple | p, b     | t, d     |         | k     | ʔ      |
| Africada        |          | ʦ        |         |       |        |
| Fricativa       |          | s        | ʃ       | x     | h      |
| Nasal           | m        | n        |         |       |        |
| Aproximant      | w        | ɺ        | j       |       |        |

### Gramàtica
El jukude és polisintètic enlaire grau i usa predominantment sufixs. Els pronoms distingeixen inclusivitat encara que la llengua manca de gènere gramatical o de classificadors nominals. El sistema d'afixos TAM és molt complex.

### Classificació
S'han suggerit un nombre important de possibles parentius que inclouen:
- les llengües arawak
- el warao
- les llengües kalianes, que inclouria a les llengües arutani-sapé
- les llengües makú-puinave, que englobarien a les llengües makú, les llengües catuquines i les llengües arutani-sapé
- les llengües macro-tucanas, segons Joseph Greenberg

## Referència
1. 1 2 3  Rogers, Chris. Máku: A Comprehensive Grammar.  Taylor & Francis, 2020.